# Beaufort (Australia)
Beaufort – miasto w Australii, w stanie Wiktoria.